# Ulf Hellbacher
Ulf Henrik Hellbacher, född 3 mars 1943 i Stockholm, är en svensk jurist som var lagman i Tierps tingsrätt från 1988 tills den upphörde 2006.
Hellbacher blev juris kandidat vid Uppsala universitet 1968 och genomförde sin tingstjänstgöring 1968–1971 innan han 1971 blev fiskal i Svea hovrätt, där han blev adjungerad ledamot 1976 och assesssor 1977. Han var tingsfiskal i Västerås tingsrätt 1972–1976, rådman i Uppsala tingsrätt 1985–1988 och lagman i Tierps tingsrätt 1988–2006. Hellbacher publicerade Juridik vid dödsfall (1975).
Hellbacher var son till landskamreraren Henrik Jansson och han maka Ingrid, född Hellbacher-Thulin. Han är sedan 1969 gift med adjunkten Margareta Hellbacher, född Andersson 1942.